# 홍장우
홍장우(2002년 5월 5일 ~ )는 대한민국의 축구 선수로, 포지션은 중앙 미드필더이다. 현재 K리그1 전북 현대 모터스 소속이다.